# D.N.A. (John Foxx)
D.N.A. è un album del musicista britannico John Foxx di brani strumentali scritti come colonne sonore per film corti creati da alcuni registi e fimmakers, amici di Foxx. Alcuni dei corti sono inclusi nel DVD di D.N.A.

## Tracce
CD
1. Maybe Tomorrow
2. Kaiyahura
3. City of Mirage
4. Flightpath Tegel
5. Violet Bloom
6. Phantom Lover
7. A Secret Life 7
8. A Secret Life 2
9. Over the Mirage

DVD
1. Maybe Tomorrow by Karborn
2. Violet Bloom by Steve D'Agostino
3. Flightpath Tegel by Ian Emes
4. A Secret Life 2 by Ian Emes
5. City of Mirage by Macoto Tezka
6. Kaiyagura by Macoto Tezka
7. Over the Mirage by Macoto Tezka
8. A Half-Remembered Sentence from the Quiet Man by Jonathan Barnbrook
9. Clicktrack by Jonathan Barnbrook